# Elodes abeillei
Elodes abeillei es una especie de coleóptero de la familia Scirtidae.

## Distribución geográfica
Habita en Francia.